# 1832
1832 (MDCCCXXXII) fue un año bisiesto comenzado en domingo según el calendario gregoriano.

## Acontecimientos

### Febrero
- 12 de febrero: Ecuador se anexiona las Islas Galápagos.
- 22 de febrero: en París aparece un primer caso de cólera.
- 25 de febrero: Polonia queda sometida al imperio ruso.

### Marzo
- 1 de marzo: Promulgación de la Constitución neogranadina de 1832, en donde la Gran Colombia cambia de nombre a República de la Nueva Granada
- 22 de marzo: en París se desata la epidemia de cólera, que ocasiona un gran número de víctimas.

### Mayo

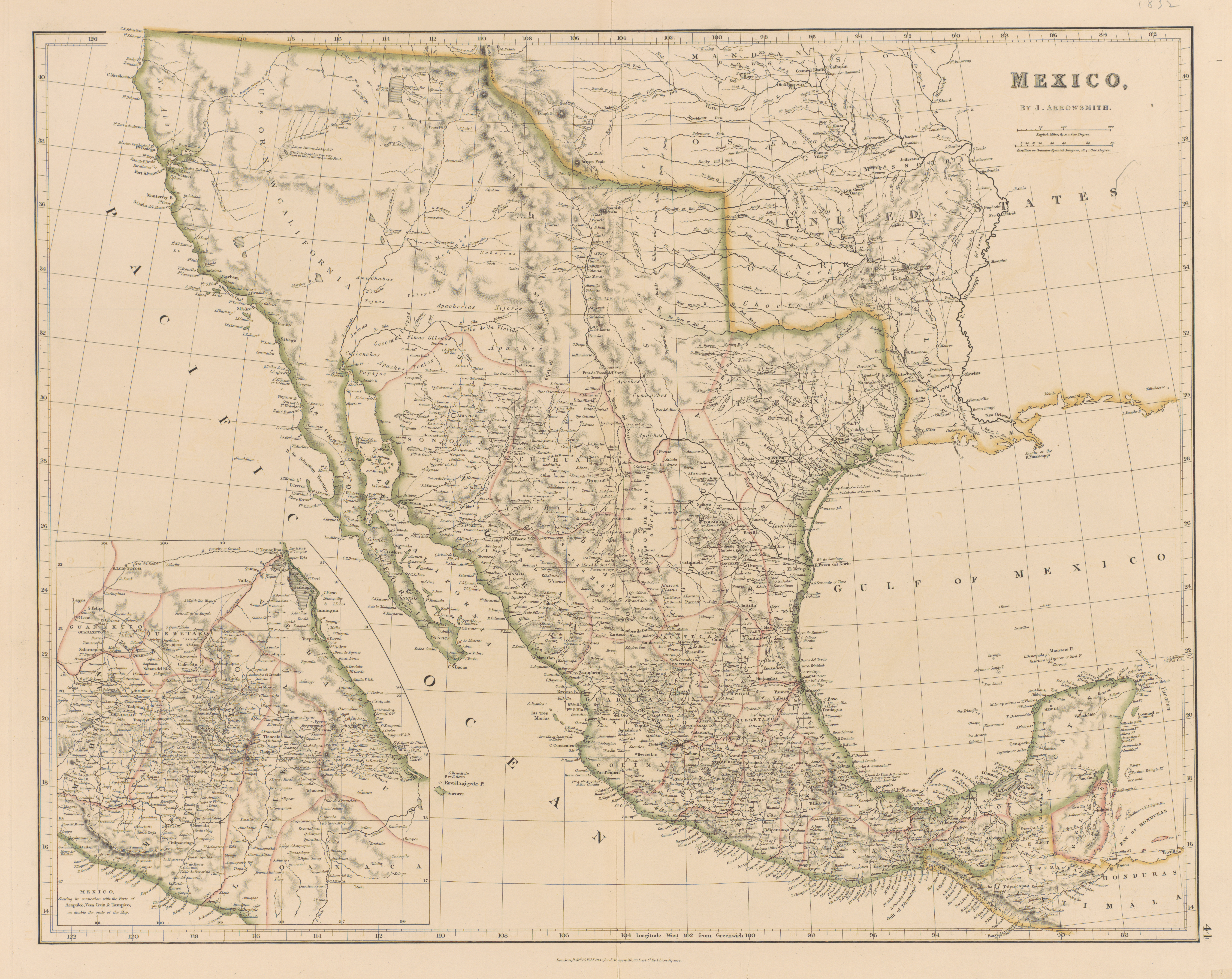
Mapa de México en 1832

- 10 de mayo: en México, Tomás Escalante deja el cargo como Gobernador de Sonora.

### Junio
- 5 de junio: en Francia, estalla la Rebelión de junio.

### Julio
- 6 de julio: en Cádiz (España),  muere José de la Serna, el último virrey del Perú.

### Agosto
- 14 de agosto: en México, Melchor Múzquiz asume la presidencia como quinto presidente de ese país.

### Noviembre
- 3 de noviembre: Elecciones presidenciales de Estados Unidos de 1832. El candidato demócrata y Presidente Andrew Jackson es reelegido en el cargo al declararse vencedor de los comicios al obtener 169 votos electorales frente a los 117 obtenidos por el candidato whig, Henry Clay.

### Diciembre
- 8 de diciembre: Ecuador firma el Tratado de Pasto.
- 24 de diciembre: en México, Manuel Gómez Pedraza asume la presidencia como sexto presidente de dicho país.

## Artes y literatura

### Teatro
- Johann Wolfgang von Goethe - Fausto, Parte 2.

## Ciencia y tecnología
- Carl Friedrich Gauss descubre la fuerza del magnetismo terrestre.
- Michael Faraday demuestra el principio de inducción electromagnética.

## Nacimientos
- Jonathan (tortuga), tortuga gigante de Seychelles. En la actualidad es la tortuga viva más longeva del mundo

### Enero
- 6 de enero: Gustave Doré, pintor y escultor francés (f. 1883).
- 13 de enero: Horatio Alger, escritor estadounidense (f. 1899).
- 23 de enero: Édouard Manet, pintor impresionista francés (f. 1883).
- 27 de enero: Lewis Carroll, matemático, fotógrafo y novelista británico, autor de Alicia en el país de las maravillas (f. 1898).
- 30 de enero: Luisa Fernanda de Borbón, aristócrata española (f. 1897).

### Marzo
- 5 de marzo: Mathilde von Rothschild, compositora, mecenas y baronesa alemana (f. 1924).
- 5 de marzo: Numa Pompilio Llona, poeta y filósofo ecuatoriano (f. 1907).

### Abril
- 13 de abril: Juan Montalvo, escritor liberal y revolucionario ecuatoriano (f. 1889).
- 19 de abril: José Echegaray, ingeniero, dramaturgo y político español, premio nobel de literatura en 1904.

### Junio
- 28 de junio: Juan León Mera Martínez, escritor, pintor y político ecuatoriano (f. 1894).

### Julio
- 6 de julio: Maximiliano I, emperador de México (f. 1867).
- 11 de julio: Carlos Holguín Mallarino, presidente colombiano entre 1888 y 1892 (f. 1894).

### Septiembre
- 7 de septiembre: Emilio Castelar, político español (f. 1899).
- 8 de septiembre: José María Campo Serrano, presidente colombiano entre 1886 y 1887 (f. 1915)

### Octubre
- 2 de octubre: José Ángel Montero, compositor venezolano (f. 1881).
- 6 de octubre: Adolfo Ernst, botánico y zoólogo venezolano-alemán (f. 1899).
- 10 de octubre: Álvaro Dávila Pérez, aristócrata español (f. 1887).

### Noviembre
- 29 de noviembre: Louisa May Alcott, escritora estadounidense (f. 1888).

### Diciembre
- 8 de diciembre: Bjornstjerne Martinus Bjornson, político y escritor noruego, premio nobel de literatura en 1903 (f. 1910).

## Fallecimientos

### Febrero
- 9 de febrero: José Ignacio Thames, sacerdote argentino (n. 1762).

### Marzo
- 4 de marzo: Jean-François Champollion, egiptólogo francés, que descifró la piedra de Rosetta (n. 1790).
- 10 de marzo: Muzio Clementi, compositor y pianista italiano (n. 1752).
- 12 de marzo: Friedrich Kuhlau, compositor y pianista alemán  (n. 1786).
- 22 de marzo: Johann Wolfgang von Goethe, poeta, novelista, dramaturgo y científico alemán, contribuyente fundamental del Romanticismo (n. 1749).

### Mayo
- 31 de mayo: Évariste Galois, matemático francés (n. 1811).

### Julio
- 22 de julio: Napoleón II, aristócrata y político francés, hijo de Napoleón Bonaparte (n. 1811).

### Agosto
- 7 de agosto: Ildefonso Catolis, militar argentino (n. 1782).

### Septiembre
- 21 de septiembre: Walter Scott, escritor británico (n. 1771).
- 27 de septiembre: Karl Christian Friedrich Krause, filósofo alemán (n. 1781).

### Noviembre
- 12 de noviembre: José Matías Delgado, eclesiástico y político salvadoreño (n. 1767).
- 15 de noviembre: Jean-Baptiste Say, economista francés (n. 1767).